# Micrura vanderhorsti
Micrura vanderhorsti är en djurart som tillhör fylumet slemmaskar, och som beskrevs av Stiasny-Wijnhoff 1925. Micrura vanderhorsti ingår i släktet Micrura och familjen Lineidae. Inga underarter finns listade i Catalogue of Life.